# Partido judicial de Pravia
El partido judicial de Pravia es uno de los dieciocho partidos en los que se divide el Principado de Asturias, en España, concretamente es el partido judicial n.º 16 de la provincia de Asturias.

## Ámbito geográfico
El ámbito territorial comprende los municipios de:
Candamo, Cudillero, Muros de Nalón, Pravia, Soto del Barco